# Microsoft Edge
Microsoft Edge è un web browser sviluppato da Microsoft, disponibile su Windows, macOS, Linux, Android e iOS. È incluso come browser predefinito in Windows 10, Windows 11, Windows 10 Mobile, Xbox One e Xbox Series X e Series S
Originariamente pensato come successore di Internet Explorer e basato sui motori EdgeHTML e Chakra di Microsoft, Edge è stato presentato il 21 gennaio 2015, inizialmente solo per Windows 10 e Xbox One. Nel 2017 è uscita la versione mobile per iOS e Android e nel 2019 è stato ricostruito come browser basato su Chromium, un browser open source che utilizza i motori V8 e Blink, alla base di altri browser tra cui Google Chrome e Opera.
A seguito di questa modifica (nome in codice Anaheim), Microsoft Edge ha iniziato a includere supporto parziale per le estensioni di Google Chrome ed è stato reso disponibile anche su Windows 7, 8, 8.1, 10, 11 e MacOS e Linux. Dopo diverse versioni in anteprima, la prima versione di Edge basata su Chromium è stata distribuita per tutti gli utenti il 15 gennaio 2020. Inoltre è stata annunciata una versione in anteprima per Linux ad ottobre 2020, per Windows 10X e HoloLens 2 a novembre 2020 e per Xbox One e Xbox Series X e S a marzo 2021. Edge è inoltre compatibile con la versione ARM di Windows, utilizzata da Surface Pro X, e con Windows 10 in modalità S.
Secondo NetMarketShare, a ottobre 2020 Edge è stato il terzo browser più usato al mondo dopo Google Chrome e Safari, con una quota di mercato del 4,54%. Tuttavia considerando soltanto i computer (desktop/laptop/convertibili), Edge risulta essere il secondo browser più utilizzato dopo Google Chrome con una quota di mercato del 10,22%. La differenza è dovuta al fatto che le versioni per dispositivi mobili di Edge per Android e iOS hanno invece una quota di mercato molto bassa. La quota varia comunque in base alla regione, al giorno della settimana e all'algoritmo utilizzato per determinarla.

## Funzioni
Microsoft Edge è il browser Web predefinito su dispositivi Windows 11, Windows 10, Windows 10 Mobile e Xbox One, in sostituzione di Internet Explorer 11 e Internet Explorer Mobile. Poiché il suo sviluppo e la sua versione dipendono dal modello di Windows come servizio, non è incluso nelle build LTSB (Windows 10 Enterprise a lungo termine).
Microsoft inizialmente annunciò che Edge avrebbe supportato il motore di layout Trident (MSHTML) legacy per la compatibilità con le versioni precedenti, ma in seguito ha affermato che, a causa del "feedback positivo", Edge avrebbe utilizzato un nuovo motore, mentre Internet Explorer avrebbe continuato a fornire il motore legacy.
Il nome in codice, durante lo sviluppo, è stato Project Spartan. La realizzazione di un nuovo browser è stata dovuta alle deludenti prestazioni di Internet Explorer, che avevano determinato la disaffezione degli utenti di Windows, i quali si sono progressivamente allontanati negli anni dal vecchio programma di navigazione a favore di altri browser; quindi, anziché lavorare per una revisione del vecchio, Microsoft ha preferito creare un programma del tutto nuovo, ricominciando da zero e creando un browser compatibile con gli ultimi standard tecnologici per la navigazione web.
Inizialmente preferiti, cronologia di navigazione, elenchi di lettura e download venivano visualizzati in un hub simile alle classiche barre laterali di Internet Explorer, ma a partire dalla prima versione basata su Chromium sono state incluse pagine apposite per ciascuno di questi elementi, pur mantenendo la possibilità di mostrare alcuni di essi lateralmente grazie a dei pulsanti che si possono abilitare nelle impostazioni.
A differenza di Internet Explorer, Edge non supporta le tecnologie legacy ActiveX e BHO ma fornisce un sistema di estensioni, che a partire dalla prima versione basata su Chromium include supporto parziale per le estensioni di Google Chrome.
In modo simile ad altri browser, Edge consente di sincronizzare preferiti, password, cronologia, estensioni, raccolte e schede aperte tra tutti i dispositivi e sistemi operativi in cui è installato, utilizzando un account Microsoft.
Nel tempo al browser sono state aggiunte varie funzionalità, tra cui le raccolte, le annotazioni per il lettore PDF integrato, un sistema di blocco degli annunci, la possibilità di catturare schermate dei siti Web che si visitano e una "modalità Internet Explorer" che permette di visualizzare correttamente siti Web più datati senza aprire Internet Explorer separatamente.
Internet Explorer 11 rimane comunque disponibile insieme a Edge su Windows 10 per compatibilità, rimane quasi identico alla versione presente su Windows 8.1 e non utilizza il motore di Edge come precedentemente annunciato.
Edge includeva inizialmente un Adobe Flash Player integrato (con una whitelist interna che consente il caricamento automatico delle applet Flash sui siti web di Facebook, ignorando i controlli di sicurezza che richiedono l'input dell'utente) ma, analogamente a quanto avvenuto per altri browser, a causa della fine dello sviluppo e del supporto di Adobe Flash Player quest'ultimo è stato disabilitato per impostazione predefinita a partire dal 2019 (riattivabile temporaneamente dalle impostazioni) e poi rimosso del tutto tra la fine del 2020 e l'inizio del 2021.
Edge si integra con le piattaforme online di Microsoft al fine di fornire controllo vocale, funzionalità di ricerca e informazioni dinamiche relative alle ricerche all'interno della barra degli indirizzi. Gli utenti possono creare annotazioni su pagine Web che possono essere archiviate e condivise con OneDrive. Si integra anche con la funzione "Elenco di lettura" e fornisce una "Modalità di lettura" che elimina le formattazioni non necessarie dalle pagine per migliorarne la leggibilità.
Microsoft Edge è tuttavia privo della funzione "copia-incolla".

### EdgeHTML
Microsoft Edge è stato progettato per essere un browser leggero, con un motore, che prende il nome di "EdgeHTML", costruito intorno allo standard web, "progettato per l'interoperabilità con il moderno web". Si rimuove il supporto per le tecnologie legacy, come ActiveX, favorendo l'integrazione con altri servizi Microsoft, come, ad esempio, l'assistente Cortana e Microsoft OneDrive. Il browser offre anche strumenti di annotazione e una modalità di visualizzazione che favorisce la funzione di lettura. Tramite lo store Microsoft si possono installare le estensioni rese disponibili.
Edge, secondo test del 2015, è risultato essere alla pari della concorrenza, anzi, in alcuni casi migliore, e comunque molto più ottimizzato rispetto al precedente Internet Explorer. Oltre alle ottimizzazioni in termini di prestazioni, sono state introdotte anche alcune interessanti novità, ad esempio la possibilità di scrivere delle note su pagine web, che poi possono essere salvate nell'elenco di lettura, in OneNote o sui preferiti. Oppure la funzionalità introdotta con il November Update, che consiste nella possibilità di visualizzare un'anteprima in miniatura della pagina web caricata in una scheda non attiva, facendo scorrere il mouse sulla scheda stessa.
Da un punto di vista grafico, il browser si presenta come Universal App, con uno stile quindi simile alle altre nuove app di sistema introdotte con Windows 10. Inoltre, è possibile cambiare il tema del browser e scegliere tra 2 versioni: tema chiaro e tema scuro.
Con l'Anniversary Update di Windows 10, reso disponibile il 2 agosto 2016, in Edge è stato introdotto il supporto di estensioni, in aggiunta a migliorie e correzioni di errori. Modifiche sostanziali e di struttura sono state apportate anche dal passaggio a Creators Update dell'11 aprile 2017. Nuove funzioni ed esperienza d'uso sono state implementate con l'April Update del 30 aprile 2018.
Il 5 ottobre 2017, Joe Belfiore ha annunciato che Microsoft stava lavorando su una versione di Edge per Android e iOS. È stata resa disponibile una versione beta limitata ad iOS, ma la versione per Android, al momento dell'annuncio, non era disponibile. Secondo Mary Jo Foley, queste versioni non sono un porting completo di Microsoft Edge, ma solo il suo aspetto; Infatti Edge non utilizzerebbe il motore di rendering EdgeHTML, bensì WebKit per iOS e Blink per Android.
Al 2019, Edge non superava i test Acid2 e Acid3 per gli standard web.

### Standard HTML5
In origine Edge non aveva il supporto per gli standard aperti come WebM e Opus, ma questi furono successivamente aggiunti in Edge 14.14291.
A settembre 2019, Edge 17 segnava 492/555 su HTML5test, mentre Firefox 59 segnava 491/555, Firefox 69 segnava 513/555 e Chrome 66 segnava 528/555.

### Edge basato su Chromium: canali di pubblicazione, cicli e aggiornamenti
Microsoft Edge basato su Chromium ha quattro canali complessivi: Canary, Dev (acronimo di Developer, Sviluppatore), Beta e Stabile. Microsoft chiama collettivamente i canali Canary, Dev e Beta i "Canali Microsoft Edge Insider", poiché si tratta di build di anteprima. In Microsoft Ignite, Microsoft ha pubblicato una nuova versione del logo di Edge.

## Sviluppo

### EdgeHTML (2014-2019)

Logo della prima versione di Edge, utilizzato dal 2015 al 2019.

A dicembre 2014, scrivendo per ZDNet, la scrittrice di tecnologia Mary Jo Foley riferì che Microsoft stava sviluppando un nuovo browser web con il nome in codice "Spartan" per Windows 10. Disse che "Spartan" sarebbe stato trattato come un nuovo prodotto separato da Internet Explorer, con Internet Explorer 11 accanto per motivi di compatibilità.
All'inizio di gennaio 2015 The Verge ottenne ulteriori dettagli su "Spartan" da fonti vicine a Microsoft, compresi i rapporti che avrebbe sostituito Internet Explorer su entrambe le versioni desktop e mobile di Windows 10. Microsoft ha presentato "Spartan" durante un keynote incentrato su Windows 10 il 21 gennaio 2015. È stato descritto come un prodotto separato da Internet Explorer; il suo nome finale non è stato annunciato.
"Spartan" è stato reso pubblicamente disponibile come browser predefinito di Windows 10 Technical Preview build 10049, pubblicato il 30 marzo 2015. Il nuovo motore utilizzato da "Spartan" era disponibile nelle build di Windows 10 come parte di Internet Explorer 11; Microsoft in seguito annunciò che Internet Explorer sarebbe stato deprecato su Windows 10 e non avrebbe usato il motore "Spartan".
Il 29 aprile 2015, durante il keynote di Build Conference, è stato annunciato che "Spartan" sarebbe stato noto come Microsoft Edge. Il logo e il marchio del browser sono stati progettati per mantenere la continuità con il marchio di Internet Explorer. Il marchio "Spartan" del progetto è stato utilizzato nelle versioni pubblicate dopo la build 2015. Il 25 giugno, Microsoft ha pubblicato la versione 19.10149 per Windows 10 Mobile che includeva il nuovo marchio. Il 28 giugno è seguita la versione 20.10158 per le versioni desktop, incluso anche il marchio aggiornato. Il 15 luglio, Microsoft ha pubblicato la versione 20.10240 come versione finale di Insiders. La stessa versione è stata lanciata ai consumatori il 29 luglio.
Il 12 agosto, Microsoft ha avviato il programma di anteprima per la prossima versione di Microsoft Edge. Hanno pubblicato la versione 20.10512 agli utenti di dispositivi mobili. 6 giorni dopo, seguita dalla versione 20.10525 per gli utenti desktop. L'anteprima ha ricevuto più aggiornamenti. Il 5 novembre 2015, Microsoft ha pubblicato la versione 25.10586 come versione finale per la seconda versione pubblica di Edge per gli utenti desktop. Il 12 novembre, l'aggiornamento è stato distribuito sia agli utenti desktop che agli utenti Xbox One come parte del Nuovo aggiornamento Xbox Experience. Il 18 novembre, l'aggiornamento è stato diffuso per Windows 10 Mobile. Infine, il 19 novembre, l'aggiornamento è stato reso disponibile anche come parte dell'anteprima tecnica 4 di Windows Server 2016.
Nel novembre 2017, Microsoft ha pubblicato le versioni di Edge per Android e iOS. Le app offrono integrazione e sincronizzazione con la versione desktop su PC Windows 10. A causa delle restrizioni della piattaforma e di altri fattori, questi port non utilizzano lo stesso motore di layout della versione desktop e utilizzano invece motori basati su Webkit nativi del sistema operativo.
Ad aprile 2018, Edge ha aggiunto il silenziamento audio delle schede. A giugno 2018, il supporto per le specifiche di autenticazione Web è stato aggiunto alle build di Windows Insider, con supporto per Windows Hello e token di sicurezza esterni.
Da gennaio 2020, in seguito all'uscita della nuova versione basata su Chromium, Edge basato su motore EdgeHtml è stato ridenominato da Microsoft in Edge Legacy.

### Chromium (2019-presente)
Il 6 dicembre 2018 Microsoft ha annunciato di essere al lavoro su una nuova versione del browser basata su Chromium, che avrà aggiornamenti più frequenti e sarà disponibile anche per Windows 7, Windows 8 e macOS. Il progetto è chiamato internamente col nome in codice Anaheim. Una volta disponibile la nuova versione del browser, Edge non sarà più Spartan ma Chromium-based e perderà la caratteristica UWP, cioè sarà un'applicazione di tipo desktop.
L'8 aprile 2019 è stato lanciato il Microsoft Edge Insider Program e pubblicate le prime versioni di test. È stata inoltre dichiarata l'intenzione di pubblicare una versione nativa per sistemi GNU/Linux.
Il 20 maggio 2019, le prime build di anteprima di Edge per macOS basate su Chromium sono state rese pubbliche, segnando l'approdo di un browser Microsoft sulla piattaforma Mac per la prima volta dopo 13 anni. L'ultimo browser Microsoft disponibile sulla piattaforma Mac, infatti, era stato Microsoft Internet Explorer per Mac, ritirato nel gennaio 2006.
Nel post di IAmA di giugno 2019 su Reddit, uno sviluppatore di Edge ha dichiarato che teoricamente era possibile sviluppare una versione Linux in futuro, ma in realtà non era stato avviato alcun lavoro su tale possibilità.
Il 19 giugno 2019, Microsoft ha reso disponibile il suo browser Edge con tecnologia Chromium su Windows 7 e Windows 8 per il test.
Il 20 agosto 2019, Microsoft ha reso disponibile la sua prima versione beta per il browser Edge basato su Chromium. La beta segna un'importante pietra miliare, in quanto è la fase finale prima che sia disponibile la versione stabile. La versione beta è disponibile per Windows 7, Windows 8, Windows 10 e macOS.
L'agosto 2019 ha visto anche la rimozione del supporto per il formato di file EPUB.
Successivamente è stato confermato che una versione per Linux è in fase di sviluppo, ma che sarebbe uscita più avanti rispetto alle altre piattaforme in quanto Microsoft voleva acquisire più informazioni su quello che gli utenti Linux vorrebbero da un browser.
Il nuovo Edge basato su Chromium è stato distribuito dal 15 gennaio 2020.
Da ottobre 2020, con la versione 20H2, Edge Chromium ha sostituito Edge legacy nell'immagine di installazione di Windows 10.

## Cronologia delle versioni
| Colore | Significato                                 |
| ------ | ------------------------------------------- |
|        | Vecchia versione non più supportata         |
|        | Vecchia versione ancora supportata          |
|        | Attuale versione stabile                    |
|        | Attuale versione beta                       |
|        | Attuale versione dev (per gli sviluppatori) |
|        | Attuale versione Canary                     |

| Versione    | Versione EdgeHTML | Data di distribuzione                                                                             | Cambiamenti rilevanti |
| ----------- | ----------------- | ------------------------------------------------------------------------------------------------- | --- |
| 0.10.10049  | 12.10049          | Desktop: 30 marzo 2015                                                                            | Prima distribuzione su Windows 10 |
| 0.11.10051  | 12.10051          | Mobile: 10 aprile 2015                                                                            | Prima distribuzione su Windows 10 Mobile; aggiunto: - Supporto per PDF - Download manager - Apertura di Internet Explorer dal menù |
| 0.11.10052  | 12.10052          | Mobile: 21 aprile 2015                                                                            | Prima distribuzione su Windows 10 Mobile; aggiunto: - Supporto per PDF - Download manager - Apertura di Internet Explorer dal menù |
| 0.11.10061  | 12.10061          | Desktop: 22 aprile 2015                                                                           | Prima distribuzione su Windows 10 Mobile; aggiunto: - Supporto per PDF - Download manager - Apertura di Internet Explorer dal menù |
| 0.11.10074  | 12.10074          | Desktop: 29 aprile 2015 Server: 4 maggio 2015                                                     | Prima distribuzione per Windows Server 2016 |
| 0.11.10080  | 12.10080          | Mobile: 14 maggio 2015                                                                            | Prima distribuzione per Windows Server 2016 |
| 13.10122    | 12.10122          | Desktop: 20 maggio 2015                                                                           | - Nuova Scheda - InPrivate browsing - Aggiungere siti nella schermata start |
| 15.10130    | 12.10130          | Desktop: 29 maggio 2015                                                                           | - Riquadro delle impostazioni rinnovato - Ora gli hub possono essere bloccati - Impostato come default PDF reader per Windows 10 - supporto full screen |
| 16.10136    | 12.10136          | Mobile: 16 giugno 2015                                                                            | - Riquadro delle impostazioni rinnovato - Ora gli hub possono essere bloccati - Impostato come default PDF reader per Windows 10 - supporto full screen |
| 19.10149    | 12.10149          | Mobile: 25 giugno 2015                                                                            | - Rinominato come Microsoft Edge - Barra degli indirizzi posizionata in basso sui telefoni |
| 20.10158    | 12.10158          | Desktop: 29 giugno 2015                                                                           | - Pulsante Home opzionale - Possibilità di importare i preferiti da altri browser - Dark theme - Hub migliorato |
| 20.10159    | 12.10159          | Desktop: 30 giugno 2015                                                                           | - Pulsante Home opzionale - Possibilità di importare i preferiti da altri browser - Dark theme - Hub migliorato |
| 20.10162    | 12.10162          | Desktop: 2 luglio 2015                                                                            | - Pulsante Home opzionale - Possibilità di importare i preferiti da altri browser - Dark theme - Hub migliorato |
| 20.10166    | 12.10166          | Desktop: 9 luglio 2015 Mobile: 10 luglio 2015                                                     | - flags page - Localhost loopback è ora abilitato come impostazione predefinita |
| 20.10240    | 12.10240          | Desktop: 15 luglio 2015                                                                           | Prima versione pubblica - Miglioramenti delle prestazioni |
| 20.10525    | 12.10525          | Desktop: 18 agosto 2015                                                                           | - Supporto di base per Object RTC |
| 20.10532    | 12.10532          | Desktop: 27 agosto 2015                                                                           | - Motore di rendering migliorato con supporto per il blocco del puntatore, supporto asm.js come impostazione predefinita e altro |
| 20.10536    | 12.10536          | Mobile: 15 settembre 2015                                                                         | - Motore di rendering migliorato con supporto per il blocco del puntatore, supporto asm.js come impostazione predefinita e altro |
| 21.10547    | 13.10547          | Desktop: 18 settembre 2015                                                                        | - Object RTC API ora completamente supportato - EdgeHTML aggiornato alla versione 13 - Migliore gestione delle schede |
| 21.10549    | 13.10549          | Mobile: 14 ottobre 2015                                                                           | - Object RTC API ora completamente supportato - EdgeHTML aggiornato alla versione 13 - Migliore gestione delle schede |
| 23.10565    | 13.10565          | Desktop: 12 ottobre 2015                                                                          | - Le schede possono ora essere visualizzate in anteprima passando con il mouse su di esse - La lettura degli elementi della lista e dei preferiti è ora sincronizzata - Riquadro delle impostazioni aggiornate |
| 25.10572    | 13.10572          | Mobile: 20 ottobre 2015                                                                           | - Opzioni hub sono ora disponibili nel menu |
| 25.10576    | 13.10576          | Desktop: 29 ottobre 2015                                                                          | - Media Casting - Integrazione Cortana con PDF |
| 25.10581    | 13.10581          | Mobile: 29 ottobre 2015                                                                           | - Media Casting - Integrazione Cortana con PDF |
| 25.10586    | 13.10586          | Desktop: 5 novembre 2015 Xbox: 12 novembre 2015 Mobile: 18 novembre 2015 Server: 19 novembre 2015 | Seconda versione pubblica e prima versione su Xbox One - Miglioramenti di stabilità |
| 25.11082    | 13.11082          | Desktop: 16 dicembre 2015                                                                         | Prima distribuzione per Windows Mixed Reality - Supporto sperimentale per VP9 |
| 27.11099    | 13.11099          | Desktop: 13 gennaio 2016                                                                          | - Lavoro di base per EdgeHTML 14 |
| 28.11102    | 13.11102          | Desktop: 21 gennaio 2016                                                                          | - Menu di scelta rapida per i pulsanti di navigazione |
| 28.14251    | 13.14251          | Desktop: 27 gennaio 2016                                                                          | - Menu di scelta rapida per i pulsanti di navigazione |
| 28.14257    | 13.14257          | Desktop: 3 febbraio 2016                                                                          | - Menu di scelta rapida per i pulsanti di navigazione |
| 31.14267    | 14.14267          | Desktop: 18 febbraio 2016 Mobile: 19 febbraio 2016                                                | - Migliore gestione dei preferiti - Migliore gestione dei download - EdgeHTML aggiornato alla versione 14 |
| 31.14271    | 14.14271          | Desktop: 24 febbraio 2016                                                                         | - Migliore gestione dei preferiti - Migliore gestione dei download - EdgeHTML aggiornato alla versione 14 |
| 31.14279    | 14.14279          | Desktop: 4 marzo 2016                                                                             | - Migliore gestione dei preferiti - Migliore gestione dei download - EdgeHTML aggiornato alla versione 14 |
| 31.14283    | 14.14283          | Mobile: 10 marzo 2016                                                                             | - Migliore gestione dei preferiti - Migliore gestione dei download - EdgeHTML aggiornato alla versione 14 |
| 34.14291    | 14.14291          | Desktop: 17 marzo 2016 Mobile: 17 marzo 2016                                                      | - Aggiunto il supporto per l'estensione preliminare - Aggiunto supporto per schede messe da parte - Aggiunta la possibilità di copiare e incollare collegamenti in Microsoft Edge - Aggiunto il supporto in anteprima per il formato video VP9 |
| 34.14295    | 14.14295          | Desktop: 25 marzo 2016 Mobile: 25 marzo 2016                                                      | - Risolto un bug in cui Edge aggiornava la pagina se si premeva il blocco maiuscole in un campo password |
| 34.14300    | 14.14300          | Server: 27 aprile 2016                                                                            | - Risolto un bug in cui Edge aggiornava la pagina se si premeva il blocco maiuscole in un campo password |
| 37.14316    | 14.14316          | Desktop: 6 aprile 2016                                                                            | - Scaricare promemoria - Le posizioni di salvataggio predefinite possono essere modificate - Miglioramenti alla visualizzazione dei preferiti - Nuove funzionalità JavaScript - Supporto sperimentale JavaScript ES6 Regex symbols - Nuove funzionalità della piattaforma Web |
| 37.14322    | 14.14322          | Mobile: 14 aprile 2016                                                                            | - Scaricare promemoria - Le posizioni di salvataggio predefinite possono essere modificate - Miglioramenti alla visualizzazione dei preferiti - Nuove funzionalità JavaScript - Supporto sperimentale JavaScript ES6 Regex symbols - Nuove funzionalità della piattaforma Web |
| 37.14327    | 14.14327          | Mobile: 20 aprile 2016                                                                            | - Scaricare promemoria - Le posizioni di salvataggio predefinite possono essere modificate - Miglioramenti alla visualizzazione dei preferiti - Nuove funzionalità JavaScript - Supporto sperimentale JavaScript ES6 Regex symbols - Nuove funzionalità della piattaforma Web |
| 37.14328    | 14.14328          | Desktop: 22 aprile 2016 Mobile: 22 aprile 2016                                                    | - Migliorati gli strumenti di sviluppo F12 - Supporto sperimentale per Beacon - Migliore accessibilità |
| 37.14332    | 14.14332          | Desktop: 26 aprile 2016 Mobile: 26 aprile 2016                                                    | - Migliorati gli strumenti di sviluppo F12 - Supporto sperimentale per Beacon - Migliore accessibilità |
| 38.14342    | 14.14342          | Desktop: 10 maggio 2016                                                                           | - Swipe gestures per navigare avanti e indietro - Supporto per Beacon, Notifiche web e Fetch API |
| 38.14352    | 14.14352          | Desktop: 31 maggio 2016                                                                           | - Swipe gestures per navigare avanti e indietro - Supporto per Beacon, Notifiche web e Fetch API |
| 38.14393    | 14.14393          | Desktop: 2 agosto 2016 Mobile: 16 agosto 2016                                                     | Terza distribuzione pubblico - Versione Anniversary - Supporto ufficiale per le estensioni del browser - Supporto per il formato WOFF 2 - Supporto per i formati di caratteri a colori (sbix, OpenType-SVG, COLR/CPAL, CBDT/CBLC) |
| 39.14901    | 14.14901          | Desktop: 11 agosto 2016                                                                           | - Impostazioni dei flag per diverse funzionalità in fase di sviluppo - Aggiunto CTRL + O scorciatoia da tastiera per scrivere nella barra degli indirizzi |
| 39.14905    | 14.14905          | Desktop: 17 agosto 2016 Mobile: 17 agosto 2016                                                    | - Impostazioni dei flag per diverse funzionalità in fase di sviluppo - Aggiunto CTRL + O scorciatoia da tastiera per scrivere nella barra degli indirizzi |
| 39.14915    | 14.14915          | Desktop: 31 agosto 2016 Mobile: 31 agosto 2016                                                    | - Implementazione parziale di Webkit-Text-Stroke e CSS outline-offset - Supporto parziale per WebRTC 1.0 (disattivato come impostazione predefinita) |
| 39.14926    | 14.14926          | Desktop: 14 settembre 2016 Mobile: 14 settembre 2016                                              | - Possibilità di usare Snooze per mettere un sito Web in un Promemoria di Cortana per farlo apparire nel Centro operativo - Possibilità di importare ed esportare i preferiti da e verso un file |
| 39.14931    | 14.14931          | Desktop: 21 settembre 2016                                                                        | - Miglioramento del debug dei moduli ES6 negli strumenti di sviluppo F12 - H.264 / AVC abilitato di default per RTC - Supporto per CSS Custom Properties e CSP 2.0 (in via di sviluppo) - Migliorato supporto per WebRTC 1.0 e Service Workers (in via di sviluppo) - Miglioramenti generali delle prestazioni |
| 39.14936    | 14.14936          | Desktop: 28 settembre 2016 Mobile: 28 settembre 2016                                              | - Miglioramento del debug dei moduli ES6 negli strumenti di sviluppo F12 - H.264 / AVC abilitato di default per RTC - Supporto per CSS Custom Properties e CSP 2.0 (in via di sviluppo) - Migliorato supporto per WebRTC 1.0 e Service Workers (in via di sviluppo) - Miglioramenti generali delle prestazioni |
| 39.14942    | 15.14942          | Desktop: 7 ottobre 2016                                                                           | - Miglioramento del debug dei moduli ES6 negli strumenti di sviluppo F12 - H.264 / AVC abilitato di default per RTC - Supporto per CSS Custom Properties e CSP 2.0 (in via di sviluppo) - Migliorato supporto per WebRTC 1.0 e Service Workers (in via di sviluppo) - Miglioramenti generali delle prestazioni |
| 39.14946    | 15.14946          | Desktop: 13 ottobre 2016 Mobile: 13 ottobre 2016                                                  | - Aggiunto supporto per il formato di file EPUB - La funzione "Snooze" è stata rimossa - Le icone delle pagine nell'hub sono diventate più grandi |
| 39.14951    | 15.14951          | Desktop: 19 ottobre 2016 Mobile: 19 ottobre 2016                                                  | - Aggiunto supporto per il formato di file EPUB - La funzione "Snooze" è stata rimossa - Le icone delle pagine nell'hub sono diventate più grandi |
| 39.14955    | 15.14955          | Desktop: 25 ottobre 2016 Mobile: 25 ottobre 2016                                                  | - Aggiunto supporto per il formato di file EPUB - La funzione "Snooze" è stata rimossa - Le icone delle pagine nell'hub sono diventate più grandi |
| 39.14959    | 15.14959          | Desktop: 3 novembre 2016 Mobile: 3 novembre 2016                                                  | - Aggiunto supporto per il formato di file EPUB - La funzione "Snooze" è stata rimossa - Le icone delle pagine nell'hub sono diventate più grandi |
| 39.14965    | 15.14965          | Desktop: 9 novembre 2016 Mobile: 9 novembre 2016                                                  | - Aggiunto supporto per il formato di file EPUB - La funzione "Snooze" è stata rimossa - Le icone delle pagine nell'hub sono diventate più grandi |
| 39.14971    | 15.14971          | Desktop: 17 novembre 2016                                                                         | - Aggiunto supporto per il formato di file EPUB - La funzione "Snooze" è stata rimossa - Le icone delle pagine nell'hub sono diventate più grandi |
| 39.14977    | 15.14977          | Mobile: 1º dicembre 2016                                                                          | - Aggiunto supporto per il formato di file EPUB - La funzione "Snooze" è stata rimossa - Le icone delle pagine nell'hub sono diventate più grandi |
| 39.14986    | 15.14986          | Desktop: 14 dicembre 2016                                                                         | - Esperienza di debug dei moduli ES6 migliorata - Supporto per il formato di dati compressi Brotli (abilitato come impostazione predefinita) come metodo di codifica del contenuto HTTP - Aggiornamento dell'implementazione FIDO 2.0 con prefisso MS in modo che corrisponda alle specifiche dell'autenticazione Web W3C più recenti - Supporto parziale per CSS Custom Properties (anche CSS Variables) - Supporto preliminare per IntersectionObserver API - Async/await abilitato di default - Miglioramenti delle prestazioni del DOM |
| 40.15063    | 15.15063          | Desktop: 11 aprile 2017                                                                           | Quarta versione pubblica - Creators Update - Advanced Tab Management - Aggiunto il supporto per EPUB / PDF per lettura ad alta voce |
| 41.16299.15 | 16.16299          | Desktop: 26 settembre 2017                                                                        | - WebAssembly abilitato per default |
| 42.17134    | 17.17134          | Desktop: 30 aprile 2018                                                                           | - Supporto per Progressive Web App - CSS si trasforma in elementi SVG - Supporto per Notification API |
| 44.17763    | 18.17763          | Desktop: 13 novembre 2018                                                                         | - Miglioramenti ai criteri AutoPlay - Miglioramenti agli strumenti di sviluppo |
| 79.0.309    | Blink 79          | 15 gennaio 2020                                                                                   | Prima distribuzione della versione basata su Chromium - Supporto per Windows 7 e 8.1, Windows Server 2008 R2, 2012, 2012 R2, 2016 e 2019 e macOS |
| 80.0.361.48 | Blink 80          | 7 febbraio 2020                                                                                   | - Supporto nativo per i processori ARM - Aggiunto supporto per Dolby Vision |
| 81.0.416    | Blink 81          | 13 aprile 2020                                                                                    | - Aggiunta la funzionalità "Raccolte" - Aggiunta la possibilità di inserire annotazioni nel visualizzatore PDF integrato - Miglioramenti per gli strumenti per sviluppatori |
| 83.0.478    | Blink 83          | 21 maggio 2020                                                                                    | - Aggiunta la possibilità di escludere certi cookie quando si effettua la pulizia dei cookie - Miglioramenti di sicurezza a Defender SmartScreen - Aggiunta la possibilità di sincronizzare le estensioni tra i dispositivi desktop |
| 84.0.522    | Blink 84          | 16 luglio 2020                                                                                    | - Possibilità di tradurre le pagine anche all'interno dello Strumento lettura immersiva - Miglioramenti per il lettore PDF integrato - Aggiunte funzionalità relative agli acquisti online |
| 85.0.564    | Blink 85          | 27 agosto 2020                                                                                    | - Supporto per l'API Storage di Chromium - Aggiunta la possibilità di evidenziare il testo nei documenti PDF - Integrazione con OneNote per le raccolte (su Windows e MacOS) |
| 86.0.622    | Blink 86          | 9 ottobre 2020                                                                                    | - Aggiunta la modalità Internet Explorer - Nuove funzionalità per il lettore PDF e il gestore di download |
| 87.0.664    | Blink 87          | 19 novembre 2020                                                                                  | |
| 88.0.705    | Blink 88          | 21 gennaio 2021                                                                                   | |
| 89.0.774    | Blink 89          | 4 marzo 2021                                                                                      | |
| 90.0.818    | Blink 90          | 15 aprile 2021                                                                                    | |
| 91.0.864    | Blink 91          | 27 maggio 2021                                                                                    | |
| 92.0.902    | Blink 92          | 22 luglio 2021                                                                                    | |
| 93.0.961    | Blink 93          | 2 settembre 2021                                                                                  | |
| 94.0.992    | Blink 94          | 24 settembre 2021                                                                                 | |
| 94.0.992.31 | Blink 94          | 24 settembre 2021                                                                                 | |
| 95.0.1020.9 | Blink 95          | 28 settembre 2021                                                                                 | |
| 96.0.1028.0 | Blink 96          | 28 settembre 2021                                                                                 | |
| 96.0.1031.0 | Blink 96          | 28 settembre 2021                                                                                 | |

## Prestazioni
I primi benchmark del motore EdgeHTML, inclusi nella prima versione beta di Edge in Windows 10 Build 10049, avevano prestazioni JavaScript drasticamente migliori rispetto a Trident 7 in Internet Explorer 11, con prestazioni simili a Google Chrome 41 e Mozilla Firefox 37. Nel benchmark SunSpider, Edge funzionava più velocemente di altri browser, mentre in altri benchmark funzionava più lentamente di Google Chrome, Mozilla Firefox ed Opera.
I benchmark successivi condotti con la versione inclusa in 10122 mostrarono un significativo miglioramento delle prestazioni rispetto a IE11 e Edge nel 10049. Secondo il risultato del benchmark di Microsoft, questa iterazione di Edge ha funzionato meglio sia di Chrome che di Firefox nell'Octane 2.0 di Google e nel benchmark Jetstream di Apple.
A luglio 2015, Microsoft Edge ha ottenuto un punteggio di 377 su 555 punti su HTML5test. Chrome 44 e Firefox 42 hanno ottenuto rispettivamente 479 e 434, mentre Internet Explorer 11 ha ottenuto 312.
Ad agosto 2015, Microsoft ha pubblicato Windows 10 Build 10532 agli addetti ai lavori, che includeva Edge 21.10532.0. Questa versione beta ha ottenuto un punteggio di 445 su 555 punti su HTML5test.
Con la distribuzione di Windows 10 Build 14390 agli addetti ai lavori nel luglio 2016, il punteggio HTML5test della versione di sviluppo del browser era 460 su 555 punti. Chrome 51 ha segnato 497, Firefox 47 ha segnato 456, e Safari 9.1 ha segnato 370.

### Efficienza energetica
A giugno 2016, Microsoft ha pubblicato i risultati dei benchmark per dimostrare un'efficienza energetica superiore di Edge rispetto a tutti gli altri principali browser web. Opera ha messo in dubbio l'accuratezza e fornito i propri risultati dei test in cui Opera è risultata la migliore. Test indipendenti di PC World hanno confermato i risultati di Microsoft. Tuttavia, i test condotti da Linus Sebastian hanno contraddetto i risultati di Microsoft, mostrando invece che Chrome avesse le migliori prestazioni della batteria.

## Accoglienza
I dati di agosto 2015, poche settimane dopo la distribuzione, hanno mostrato che l'assorbimento di Edge da parte degli utenti era basso, con solo il 2% degli utenti di computer in generale che utilizzava il nuovo browser. Tra gli utenti di Windows 10 l'utilizzo ha raggiunto il picco del 20%, per poi scendere al 14% fino ad agosto 2015. Tuttavia, a seguito del lancio della versione basata su Chromium, la quota di mercato è leggermente aumentata.

### Quota di mercato
|                                                                                          |                   |  |        |        |
| ---------------------------------------------------------------------------------------- | ----------------- |  | ------ | ------ |
| Google Chrome                                                                            | Google Chrome     |  | 69,25% | 69,25% |
| Mozilla Firefox                                                                          | Mozilla Firefox   |  | 9,53%  | 9,53%  |
| Safari                                                                                   | Safari            |  | 8,53%  | 8,53%  |
| Edge Legacy                                                                              | Edge Legacy       |  | 4,62%  | 4,62%  |
| Internet Explorer                                                                        | Internet Explorer |  | 3,56%  | 3,56%  |
| Altri                                                                                    | Altri             |  | 4,51%  | 4,51%  |
| Quota di mercato del browser Web desktop secondo StatCounter aggiornate a febbraio 2020. |                   |  |        |        |

Secondo NetMarketShare, invece, a marzo 2020 su dispositivi desktop/laptop la quota di mercato di Edge ha superato quella di Mozilla Firefox.
|                                                                                          |                   |  |        |        |
| ---------------------------------------------------------------------------------------- | ----------------- |  | ------ | ------ |
| Google Chrome                                                                            | Google Chrome     |  | 68,50% | 68,50% |
| Microsoft Edge                                                                           | Microsoft Edge    |  | 7,59%  | 7,59%  |
| Mozilla Firefox                                                                          | Mozilla Firefox   |  | 7,19%  | 7,19%  |
| Internet Explorer                                                                        | Internet Explorer |  | 5,87%  | 5,87%  |
| Safari                                                                                   | Safari            |  | 3,62%  | 3,62%  |
| Altri                                                                                    | Altri             |  | 7,23%  | 7,23%  |
| Quota di mercato del browser Web desktop secondo NetMarketShare aggiornate a marzo 2020. |                   |  |        |        |

Considerando anche le versioni mobili, a gennaio 2020 i browser Microsoft risultano secondo W3Counter al terzo posto dopo Google Chrome e Safari, superando Mozilla Firefox.
|                                                                            |                 |  |       |       |
| -------------------------------------------------------------------------- | --------------- |  | ----- | ----- |
| Google Chrome                                                              | Google Chrome   |  | 58,2% | 58,2% |
| Safari                                                                     | Safari          |  | 17,7% | 17,7% |
| Edge e IE                                                                  | Edge e IE       |  | 7,1%  | 7,1%  |
| Mozilla Firefox                                                            | Mozilla Firefox |  | 5,5%  | 5,5%  |
| Opera                                                                      | Opera           |  | 2,6%  | 2,6%  |
| Quota di mercato del browser Web desktop secondo W3Counter a gennaio 2020. |                 |  |       |       |